# Hendrik I van Frankrijk
Hendrik I van Frankrijk (Reims?, voor 17 mei 1008 - Vitry-en-Brie, 4 augustus 1060) was koning van Frankrijk van 1031 tot zijn dood.

## Leven

### Hertog van Bourgondië
Hendrik werd in 1016, nog als kind, door zijn vader Robert II van Frankrijk benoemd tot hertog van Bourgondië. Toen zijn oudste broer Hugo in 1025 was overleden en Hendrik kroonprins werd, was hij ontevreden omdat hij van zijn vader geen wezenlijke rol in het bestuur kreeg. Hendrik kwam daarom samen met zijn broer Robert, en met steun van hun moeder, in 1025 in opstand tegen zijn vader. Hendrik wist Dreux, Beaune en Avallon te veroveren. Uiteindelijk werd een compromis bereikt en staakten de broers hun opstand, Hendrik werd op 14 mei 1027 te Reims tot medekoning gekroond.

### Koning van Frankrijk
Na het overlijden van zijn vader werd Hendrik koning van Frankrijk. Hij kreeg direct te maken met een opstand van zijn broer Robert en zijn moeder. Met de steun van keizer Koenraad II de Saliër en hertog Robert de Duivel van Normandië wist hij echter zijn positie te behouden. In 1032 gaf Robert zijn aanspraken op de troon op, in ruil voor het hertogdom Bourgondië. Hendrik had in 1033 een bespreking met Koenraad te Deville. Daarbij gaf Hendrik zijn aanspraken op het koninkrijk Arelat op ten gunste van Koenraad. Ook verloofde Hendrik zich met Koenraads dochter Mathilde. Later in dat jaar steunde Hendrik Koenraad daadwerkelijk tegen Odo II van Blois die probeerde om koning van Arelat te worden. In 1034 overleed Mathilde onverwacht op jonge leeftijd. Datzelfde jaar trouwde Hendrik met een andere Mathilde, Mathilde van Friesland, dochter van Koenraads stiefzoon Liudolf van Brunswijk. Mathilde werd in 1040 moeder van een dochter, maar beiden stierven in 1044.
Hendriks verdere regering werd bepaald door de opkomende macht van Normandië en diplomatie met Duitsland. In 1043 was een eerste bespreking met keizer Hendrik III te Carignan (Ardennes), over diens huwelijk met Agnes van Poitou. In 1048 was er een tweede bespreking met Hendrik te Carignan. Een jaar later kwam Hendrik in conflict met de paus. Hendrik verbood zijn bisschoppen om een concilie te Reims bij te wonen maar de bisschoppen die hem gehoorzaamden werden afgezet of geëxcommuniceerd. In 1056 had Hendrik een derde bespreking met keizer Hendrik te Carignan. Hierbij maakte Hendrik aanspraken op het hertogdom Lotharingen en daagde de keizer zelfs uit tot een tweegevecht om de kwestie te beslissen. Keizer Hendrik vertrok echter bij nacht in het geheim uit Carignan, en bleef gewoon leenheer van Lotharingen.

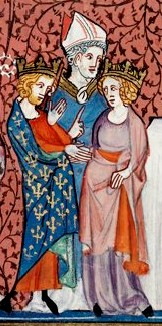
Huwelijk van Hendrik en Anna (miniatuur uit een 14e-eeuws manuscript).

Hendrik steunde in 1047 nog de jonge Willem de Veroveraar, zoon van zijn oude bondgenoot Robert, tegen zijn opstandige vazallen in de slag bij Val-ès-Dunes bij Caen. Hierdoor wist Willem definitief het gezag over zijn hertogdom te vestigen. Na zijn huwelijk met Mathilde van Vlaanderen, werd Willems positie echter zo sterk, dat hij een bedreiging werd voor Hendrik. In 1054 trok Hendrik op tegen Normandië, maar werd verslagen toen de Normandiërs bij nacht het Franse kamp bij Mortemer (Seine-Maritime) overvielen. In 1057 deed Hendrik een tweede poging om Willem te onderwerpen, maar bij Varaville werd Hendrik door Willem verslagen, doordat die handig gebruik wist te maken van de rivier en het moeras in het landschap.
In 1059 liet Hendrik zijn zoon Filips tot medekoning kronen. In 1060 stichtte hij een kapittel van Sint Maarten in Parijs. Hendrik stierf op 4 augustus 1060 in Vitry-en-Brie. Hij werd begraven in de kathedraal van Saint-Denis. Hendrik werd opgevolgd door zijn zoon Filips, die toen 8 jaar oud was. Hendriks weduwe, Anna van Kiev, was zes jaar lang regent.

## Huwelijken en kinderen
1. In 1034 met Mathilde van Friesland
2. Op 19 mei 1051 met prinses Anna van Kiev (1024-1075), dochter van Jaroslav de Wijze
  1. Filips I van Frankrijk (23 mei 1052 - 30 juli 1108)
  2. Hugo I van Vermandois (1057 - 1102)
  3. Robert (ca. 1055 - ca.1060)
  4. Emma (onbekend)

## Voorouders
| Voorouders van Hendrik I van Frankrijk (1008-1060) | Voorouders van Hendrik I van Frankrijk (1008-1060)                       | Voorouders van Hendrik I van Frankrijk (1008-1060)                       | Voorouders van Hendrik I van Frankrijk (1008-1060)                        | Voorouders van Hendrik I van Frankrijk (1008-1060)                        | Voorouders van Hendrik I van Frankrijk (1008-1060)                       | Voorouders van Hendrik I van Frankrijk (1008-1060)                       | Voorouders van Hendrik I van Frankrijk (1008-1060)                       | Voorouders van Hendrik I van Frankrijk (1008-1060)                       |
| -------------------------------------------------- | ------------------------------------------------------------------------ | ------------------------------------------------------------------------ | ------------------------------------------------------------------------- | ------------------------------------------------------------------------- | ------------------------------------------------------------------------ | ------------------------------------------------------------------------ | ------------------------------------------------------------------------ | ------------------------------------------------------------------------ |
| Overgrootouders                                    | Hugo de Grote (897-956) ∞ 938 Hedwig van Saksen (914-965)                | Hugo de Grote (897-956) ∞ 938 Hedwig van Saksen (914-965)                | Willem III van Aquitanië (910-963) ∞ 935 Adela van Normandië (917-na 969) | Willem III van Aquitanië (910-963) ∞ 935 Adela van Normandië (917-na 969) | Bosso II van Arles (910–966) ∞ Constance van Provence (925-964)          | Bosso II van Arles (910–966) ∞ Constance van Provence (925-964)          | Fulco II van Anjou (909-958) ∞ Gerberga van Orléans (920-voor 952)       | Fulco II van Anjou (909-958) ∞ Gerberga van Orléans (920-voor 952)       |
| Grootouders                                        | Hugo Capet (940-996) ∞ 968 Adelheid van Poitiers (952-1004)              | Hugo Capet (940-996) ∞ 968 Adelheid van Poitiers (952-1004)              | Hugo Capet (940-996) ∞ 968 Adelheid van Poitiers (952-1004)               | Hugo Capet (940-996) ∞ 968 Adelheid van Poitiers (952-1004)               | Willem I van Provence (956-993) ∞ 993 Adelheid van Anjou (-1026)         | Willem I van Provence (956-993) ∞ 993 Adelheid van Anjou (-1026)         | Willem I van Provence (956-993) ∞ 993 Adelheid van Anjou (-1026)         | Willem I van Provence (956-993) ∞ 993 Adelheid van Anjou (-1026)         |
| Ouders                                             | Robert II van Frankrijk (972-1031) ∞ 1003 Constance van Arles (986-1034) | Robert II van Frankrijk (972-1031) ∞ 1003 Constance van Arles (986-1034) | Robert II van Frankrijk (972-1031) ∞ 1003 Constance van Arles (986-1034)  | Robert II van Frankrijk (972-1031) ∞ 1003 Constance van Arles (986-1034)  | Robert II van Frankrijk (972-1031) ∞ 1003 Constance van Arles (986-1034) | Robert II van Frankrijk (972-1031) ∞ 1003 Constance van Arles (986-1034) | Robert II van Frankrijk (972-1031) ∞ 1003 Constance van Arles (986-1034) | Robert II van Frankrijk (972-1031) ∞ 1003 Constance van Arles (986-1034) |